# Stay with Me (Koda Kumi)
Stay with Me è il 42º singolo di Koda Kumi ed è descritto come una Winter love ballad (italiano: Ballata d'amore invernale) dal suo sito ufficiale. Contiene un arrangiamento alternativo dell'a-side, come il singolo precedente.

## Tracce
CD
1. stay with me
2. Winter Bell
3. stay with me (orgel version)
4. stay with me (Instrumental)
5. Winter Bell (Instrumental)

CD (Playroom Version)
1. stay with me
2. stay with me (Instrumental)

DVD
1. stay with me (Music Video)
2. stay with me (Music Video Another Edition)